# Cymodegma
Cymodegma là một chi bướm đêm thuộc họ Noctuidae.